# G.H. 's-Gravesande-prijs
De G.H. 's-Gravesande-prijs was een driejaarlijks uitgereikte prijs voor bijzondere literaire verdiensten, ingesteld door de Jan Campert-Stichting.
De prijs werd in 1978 ingesteld als voortzetting van de 'bijzondere prijs', en was genoemd naar de literair crititus G.H. 's-Gravesande. De gemeente Den Haag stopte per eind 2016 met de financiering van deze prijs. 

## Gelauwerden
- 2014 - Behoud de Begeerte, een literair productiehuis uit Antwerpen dat sinds 1984 literaire avonden, manifestaties en tournees organiseert en bijdraagt aan de promotie van Nederlandstalige literatuur in het buitenland.
- 2011 - Stichting Perdu, Amsterdamse stichting die eigenzinnige programma’s presenteert die gekenmerkt worden door een hoge kwaliteit en een internationale blik op ontwikkelingen in de literatuur.
- 2008 - De Avonden, het culturele radioprogramma met aandacht voor schrijvers en dichters. De eindredacteuren waren Wim Brands en Lotje IJzermans, maar de prijs werd in ontvangst genomen door Wim Noordhoek die in 1995 begonnen was met dit programma.
- 2005 - P.J.A.M. Buijnsters en Leontine Buijnsters-Smet voor hun boeken Bibliografie van Nederlandse school en kinderboeken 1700-1800, Lust en leering. Geschiedenis van het Nederlandse kinderboek in de negentiende eeuw en Papertoys. Speelprenten en papieren speelgoed in Nederland.
- 2002 - Siegfried Woldhek voor zijn portrettekeningen van schrijvers.
- 1999 - Gwij Mandelinck, de Poëziezomers in Watou.
- 1996 - Tine van Buul voor haar verdienste voor de Nederlandse (jeugd)literatuur
- 1993 - Willy Tibergien voor zijn bijzondere verdienste op het gebied van de literatuur, met name voor het Poëziecentrum in Gent.
- 1990 - K.L. Poll voor zijn verdiensten op het gebied van de literatuur, in het bijzonder als oprichter en enig redacteur van Hollands Maandblad.
- 1988 - Frédéric Bastet voor zijn boek Louis Couperus, Een biografie.
- 1987 - Jacqueline Roelfsema-Tenge voor haar belangeloze inzet voor het Multatuli Museum.
- 1986 - Simon Vinkenoog voor zijn stimulerende activiteiten voor de Nederlandse poëzie.
- 1884 - Kees Fens voor zijn verdiensten voor de literatuur in tijdschrift en krant.
- 1983 - Harry G.M. Prick voor zijn verdiensten op het gebied van de literatuurgeschiedenis, vooral die van de 19de eeuw
- 1982 - H.A. Gomperts voor publicaties op het raakvlak van literatuur en wetenschap
- 1981 - Jozef Deleu voor zijn bijdrage aan de Nederlandse cultuur, in het bijzonder met betrekking tot het tijdschrift Ons Erfdeel
- 1980 - A.L. Sötemann voor zijn arbeid op het terrein van de letterkunde, in het bijzonder de uitgaven van J.H. Leopold en J.C. Bloem